# ایمانول آلگواسیل
ایمانول آلگواسیل (اسپانیایی: Imanol Alguacil‎؛ زادهٔ ۴ ژوئیهٔ ۱۹۷۱) بازیکن سابق و مربی فوتبال اهل اسپانیا است.
از باشگاه‌هایی که در آن بازی کرده‌است می‌توان به باشگاه فوتبال رئال سوسیداد و باشگاه فوتبال ویارئال اشاره کرد. وی همچنین در تیم ملی فوتبال باسک بازی کرده‌است.